# Крум Боев
Крум Николов Боев е български книжар и издател. Роден е на 23 януари 1880 г. в Айтос. Има книжарница в центъра на града, основана от баща му, Никола Боев  – участник в Българското опълчение за Освобождението на България. Издава вестника „Нов Айтос“, който излиза в периода 1912-1944 г. с две прекъсвания. В него публикува и реклами, вкл. и на германски фирми, много от които имали и представители в страната. За тази своя дейност народната власт след 9 септември 1944 г. го обявява за „враг на народа“. Обвинен е по чл. 2 п. 2, 4, 7, 8 и 10 и чл. 4 от Закона за съдене от народен съд виновниците за въвличане България в световната война срещу съюзените народи и за злодеянията, свързани с нея. Осъден е на една година строг тъмничен затвор и 100 000 лева глоба от Втори състав на Бургаския Народен съд на 18 февруари 1945, като делото се гледа в родния му град Айтос. Лишен е и от гражданските си права по чл. 30 от НК в срок от 3 години. Имуществото му е отнето, а на децата му е забранено да кандидатстват за студенти в университет. Излежава присъдата си в Бургаския затвор от 17 ноември 1944 г. Освободен е след 8 месеца на 28 август 1945 г. Крум Боев е бил един от най-будните айтозлии. Най-вероятно е наследил свободолюбивия си дух от своя баща Никола /Коле/ Бойков Боев  В затвора  здравето му е силно разклатено, от което страда до края на живота си. Умира на 1 юни 1961 г. в Айтос. Баща е на три деца. Негов син е орнитологът Николай Боев.